# Ranken-Erdrauch
Der Ranken-Erdrauch (Fumaria capreolata), auch Rankender Erdrauch, Klimmender Erdrauch oder Weißer Erdrauch genannt, ist eine Pflanzenart aus der Gattung Erdrauch (Fumaria) innerhalb der Familie der Mohngewächse (Papaveraceae). Er ist sehr viel seltener als der  Gewöhnliche Erdrauch. Die oft rankenden Blütenstiele gaben ihm seine deutschsprachigen Trivialnamen.

## Beschreibung

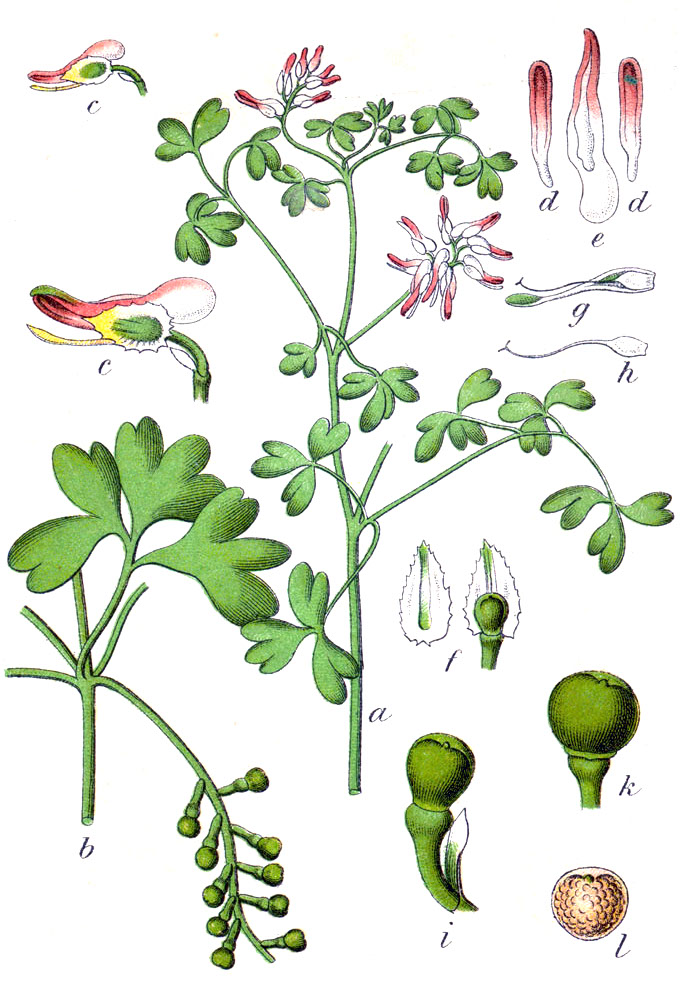
Illustration

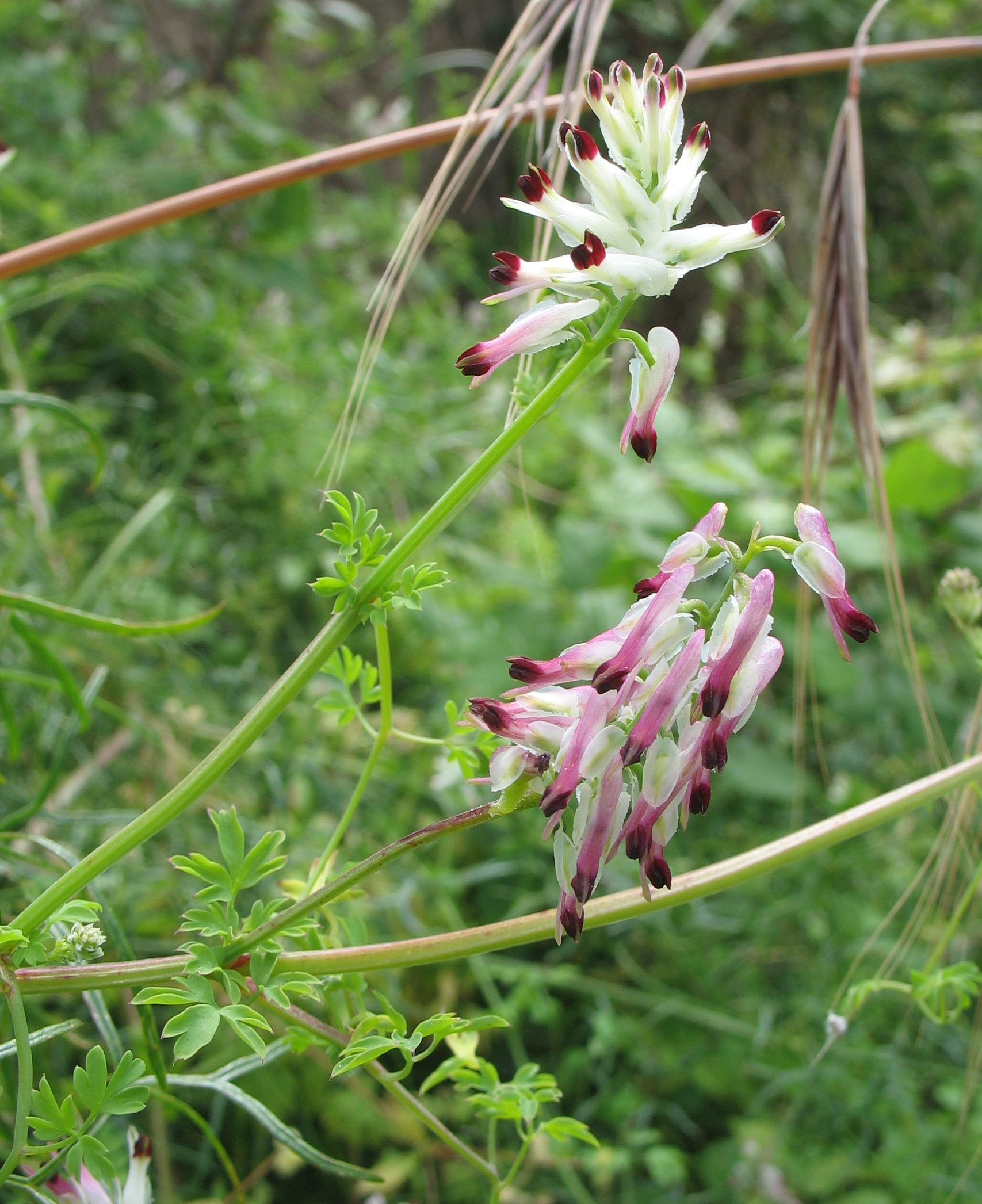
Blütenstände

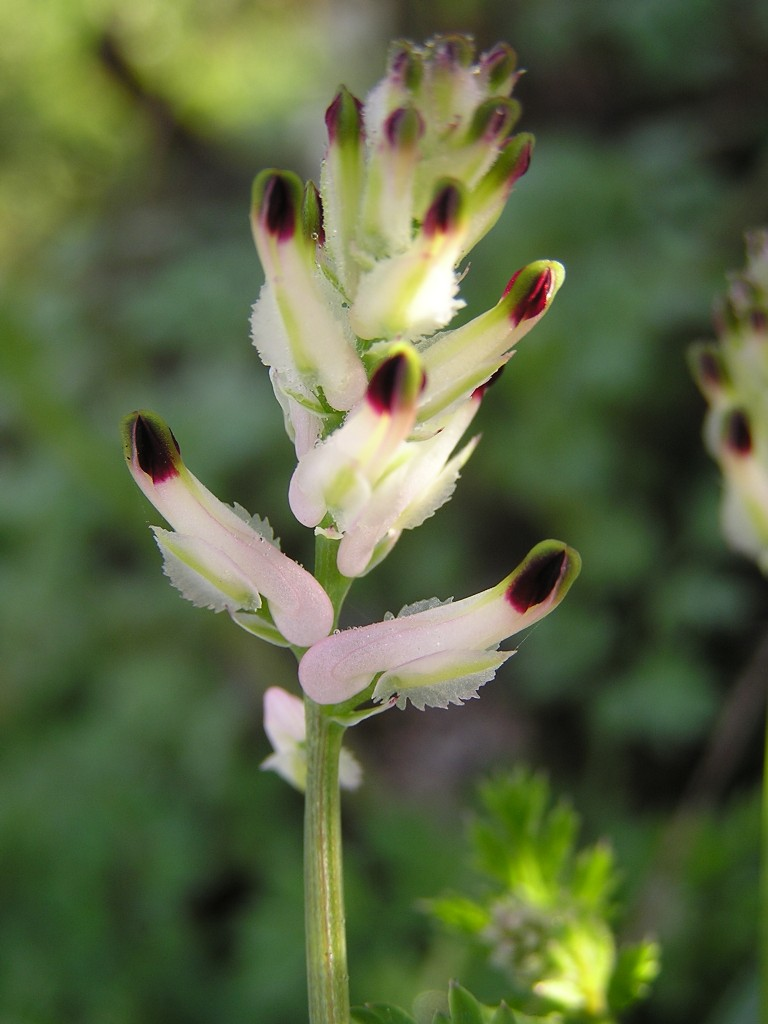
Blüten

### Vegetative Merkmale
Der Rankende Erdrauch ist eine mehrstängelige, einjährige, krautige Pflanze, die Wuchshöhen von 20 bis 100 Zentimetern erreicht. Die niederliegenden oft kletternden Stängel bilden keine richtigen Ranken aus, aber die Blattstiele der Teilblättchen sind manchmal rankend.
Im oberen Bereich der Stängel befinden sich die blaugrünen wechselständig angeordneten, zweifach fiederschnittigen Laubblätter. Die unteren Blätter sind gestielt. Die Teilblättchen sind bei einer Breite von bis zu 1 Zentimetern länglich oder breit-eiförmig.

### Generative Merkmale
Der blattachselständige traubige Blütenstand ist einschließlich des Blütenstandschaftes 2 bis 3,5 Zentimeter lang und enthält fünf bis zwanzig Blüten.
Die zwittrige Blüte ist zygomorph. Die zwei grünen, gezähnten, lanzettliche Kelchblätter sind 4 bis 6 mm lang. Die Kelchblätter sind etwa halb so lang wie die Kronblätter, wenn man den Sporn nicht berücksichtigt, und sie fallen leicht ab. Die vier Kronblätter stehen in zwei Kreisen und bilden die zygomorphe Krone, die 9 bis 14 mm lang ist. Das oben stehende äußere Kronblatt ist nach hinten sackförmig verlängert und bilden so einen 2 bis 3 mm langen Sporn. Die drei inneren Kronblätter sind an der Spitze verwachsen. Die Kronblätter sind vor der Bestäubung weiß, danach werden sie rosafarben und an der Kelchöffnung purpurrot. Die Blüte enthält zwei dreiteilige Staubblätter, von denen eines in der Sporn ragt und dort Nektarblätter ausbildet.
Unter den Fruchtstielen befindet sich jeweils ein Tragblatt, das etwa die Länge des Fruchtstieles hat. Die bei einem Durchmesser von 2 bis 3 Millimetern kugelige, glatte Frucht, ein sogenanntes Nüsschen, enthält jeweils nur einen Samen. Die Frucht ist oben gestutzt, darauf befinden sich zwei rundliche Gruben. Die kleinen Früchte kann man bereits während der Blütezeit beobachten.

### Chromosomensatz
Die Chromosomenzahl beträgt 2n = 64 oder etwa 70.

## Ökologie und Phänologie
Die Blütezeit beginnt im Mittelmeerraum im März, in Mitteleuropa im Mai und dauert bis September. Die Reifung der Samen erfolgt von Juli bis Oktober.
Die Bestäubung erfolgt in der Regel durch Selbstbestäubung, selten durch Insekten wie langrüsselige Bienen.
Der Rankende Erdrauch wird durch Ameisen ausgebreitet. Dies geschieht dadurch, dass die Ameisen die Früchte als Nahrungsquelle in Bau verbringen. Nach dem abnagen der Frucht, wird der für die Ameisen wertlose Samen wieder aus dem Bau entfernt und irgendwo abgelegt, dort er dann unter geeigneten Bedingungen keimen. So gelangt er auch auf so ungewöhnliche Standorte wie beispielsweise Mauern. Der Rankende Erdrauch bildet keine Überwinterungsknospen aus und wird daher zu den Therophyten (einjährige Pflanzen) gezählt.

## Vorkommen und Gefährdung
Das Verbreitungsgebiet umfasst den Mittelmeerraum mit Nordafrika und Vorderasien sowie Westeuropa. In Mitteleuropa kommt der Rankende Erdrauch nur selten und unbeständig vor. In der Schweiz wird er in der „Roten Liste gefährdeter Arten“ geführt.
Standorte sind oft Kulturland, Schuttplätze und Mauern in Höhenlagen unter 1200 Metern.
Nach den ökologischen Zeigerwerten nach Ellenberg wird der Rankende Erdrauch als Halbschattenpflanze für mäßigwarme bis warmes Seeklima angegeben. Die angezeigte Bodenbeschaffenheit ist danach gleichmäßig leicht feucht, stickstoffreich und mäßig sauer. Der Rankende Erdrauch gedeiht in Mitteleuropa in Pflanzengesellschaften der Klasse Chenopodietea oder des Verbands Alliarion.
Die ökologischen Zeigerwerte nach Landolt et al. 2010 sind in der Schweiz: Feuchtezahl F = 3+ (feucht), Lichtzahl L = 3 (halbschattig), Reaktionszahl R = 3 (schwach sauer bis neutral), Temperaturzahl T = 4+ (warm-kollin), Nährstoffzahl N = 4 (nährstoffreich), Kontinentalitätszahl K = 2 (subozeanisch).

## Systematik
Die Erstveröffentlichung von Fumaria capreolata erfolgte durch Carl von Linné in Species Plantarum, S. 701. Das Artepitheton capreolata bedeutet „gabelrankig“.
Je nach Autor gibt es etwa zwei Unterarten von Fumaria capreolata:
- Fumaria capreolata subsp. babingtonii (Pugsley) P.D.Sell: Sie ist in Großbritannien und Irland[5] endemisch und meistens in Küstennähe zu finden. Sie hat mit 2,5 Millimeter Durchmesser etwas größere Früchte mit stumpf abgerundeter Spitze. Die Größe der Blüte entspricht bei ihr in etwa der Größe der Blütenstiele.
- Fumaria capreolata L. subsp. capreolata, mit einer Fruchtdurchmesser von etwa 2 Millimetern und deren Spitze wirkt eher abgeschnitten. Die Blüten sind bei dieser Unterart gewöhnlich kürzer als die Blütenstiele.